# Anféhh.ne
Anféhh.ne, pleme amerčkih Indijanaca koje je živjelo između rijeka Nhamundá i Jatapu u brazilskoj državi Pará. 
Prema O. F. M. Frikelu (1912-1974) koji se poziva na svoje informante, oni su na manje-više na istoj kulturnoj razini kao i Chawiyána i Hichkaruyána. Kuće su im bile okruglog oblika, zbog obrane od neprijatelja okružene palisadama od pachiube (?). Imali su nešto zemljoradnje. Bili su naoružani lukom i strijelom i teškim toljagama.
Anféhh.ne su hodali potpuno goli, a muškarci su bili na glasu i po izrazito velikim spolnim organima. 
Njihova jezična pripadnost nije ustanovljena, možda je bila karipska.